# Эллисон, Джереми
Джереми Эллисон (англ. Jeremy Allison) — программист, один из лидеров свободного сообщества и проекта Samba.
Ушел из Novell, протестуя против сделки Novell/Microsoft. Одним из первых перевел свой проект под защиту лицензии GPLv3.